# أسويريو باربوزا دي سوزا جونيور
أسويريو باربوزا دي سوزا جونيور (بالبرتغالية: Assuério Barbosa de Sousa Júnior‏) الشهير باسم أسويريو (24 فبراير 1993) لاعب كرة قدم برازيلي من دون نادي حاليا ويجيد اللعب في مركز المهاجم من 2016.

## روابط خارجية
- أسويريو باربوزا دي سوزا جونيور على موقع قاعدة بيانات كرة القدم.إي يو (الإنجليزية)